# Fédération jordanienne d'escrime
La Fédération jordanienne d'escrime (en anglais Jordan Fencing Federation) est l'organisme qui dirige l'escrime et a pour vocation de promouvoir la pratique de cette discipline en Jordanie.
La fédération est affiliée à la Fédération internationale d'escrime. 